# Rue Cujas
Rue Cujas (Cujasova ulice) je ulice v Paříži. Nachází se v 5. obvodu.

## Poloha
Ulice začíná na náměstí Place du Panthéon mezi budovami Cujasovy knihovny a Univerzity Paříž II. Vede podél Lycée Louis-le-Grand a Sorbonny severozápadním směrem až k Boulevardu Saint-Michel.

## Historie
Ulice se původně nazývala Rue Saint-Étienne-des-Grès a 2. října 1865 byla pojmenována podle francouzského právníka Jacquese Cujase (1522-1590) z důvodu sousedství právnické fakulty Pařížské univerzity.

## Významné stavby
- Lycée Louis-le-Grand
- Č. 2: vstup do Bibliothèque Cujas
- Č. 4: bývalá Collège des Cholets
- Č. 12-14: Sorbonna
- Č. 16: Hôtel des 3 Collèges